# Act of Aggression
Act of Aggression est un jeu vidéo de stratégie en temps réel développé par Eugen Systems et édité par Focus Home Interactive, sorti en 2015 sur Windows.

## Accueil
- Canard PC : 8/10[1]
- GameSpot : 7/10[2]
- Jeuxvideo.com : 15/20[3]
- PC Gamer : 70 %[4]